# Kinh tế Úc
Kinh tế Úc là một nền kinh tế thị trường thịnh vượng, phát triển theo mô hình kinh tế phương Tây, chi phối bởi ngành dịch vụ (chiếm 68% GDP), sau đó là nông nghiệp và khai thác mỏ (chiếm 29.9% GDP,). Với nguồn tài nguyên thiên nhiên phong phú, Australia là nước xuất khẩu chính các sản phẩm nông nghiệp, đặc biệt là ngũ cốc và len, các khoáng sản, gồm nhiều kim loại, than đá và khí gas thiên nhiên.
Cải cách ở Úc thường được coi là chìa khóa thành công và tiếp tục đưa đất nước phát triển về kinh tế. Trong những năm 1980, Đảng lao động Úc, dẫn đầu bởi Thủ tướng Bob Hawke và Paul Keating, đã mở đầu cho quá trình hiện đại hóa nền kinh tế Úc bằng việc thả nổi đồng Đô la Úc vào năm 1983.

## Tổng quát
Úc là một trong những nước tư bản có nền kinh tế tự vận hành theo chỉ số tự do kinh tế. Úc có GDP trên đầu người là cao hơn một chút so với các quốc gia như Anh, Đức và Pháp trong điều kiện với sức mua tương đương. Úc được xếp hạng thứ tư trong Liên Hợp Quốc năm 2008 về phát triển con người và đứng thứ sáu trong The Economist về chỉ số chất lượng của đời sống trên toàn thế giới năm 2005.
Việc nhấn mạnh hơn về tầm quan trọng của xuất khẩu hàng hoá hơn là củng cố các nhà sản xuất đã gia tăng đáng kể về mặt thương mại của Úc trong thời kỳ tăng giá hàng hóa từ năm 2000. Ngân sách hiện tại của Úc là hơn 7% của GDP âm: Úc đã liên tục có những thâm hụt ngân sách hiện tại lớn trong hơn 50 năm. Australia đã tăng trưởng bình quân hàng năm là 3,6% trong hơn 15 năm, cũng ở trên mức trung bình của OECD là 2,5%.
Trong tháng 1 năm 2007, đã có 10.033.480  người có việc làm , với một tỷ lệ thất nghiệp 4,6%. Trong những thập kỷ vừa qua, lạm phát đã thường được ở mức 2-3% và các mức lãi suất cơ bản là 5-6%. Các ngành dịch vụ của nền kinh tế, bao gồm du lịch, giáo dục và dịch vụ tài chính, đóng góp 69% trong GDP.
Mặc dù ngành nông nghiệp và tài nguyên thiên nhiên chỉ đóng góp tương ứng là 3% và 5% trong GDP, nhưng chúng góp phần đáng kể vào hiệu suất xuất khẩu. Úc là thị trường xuất khẩu lớn nhất của Nhật Bản, Trung Quốc, Hoa Kỳ, Hàn Quốc và New Zealand.
Giàu tài nguyên thiên nhiên, Úc là một nước xuất khẩu lớn về sản phẩm nông nghiệp, đặc biệt là mì và len, những khoáng sản như quặng sắt và vàng, và năng lượng trong các hình thức khí thiên nhiên hóa lỏng và than. Australia có một lực lượng lao động khoảng mười triệu người.
Trong thập kỷ vừa qua, một trong những xu hướng quan trọng nhất ngành kinh nghiệm của các nền kinh tế đã được sự tăng trưởng (trong điều kiện tương đối) của khu vực khai thác khoáng sản (bao gồm cả dầu mỏ). Trong điều kiện đóng góp vào GDP, khu vực này đã tăng từ khoảng 4,5% trong năm 1993-1994, đến gần 8% trong năm 2006-2007.
Tăng trưởng trong lĩnh vực dịch vụ cũng đã tăng trưởng đáng kể, với bất động sản và kinh doanh các dịch vụ nói riêng ngày càng tăng từ 10% đến 14,5% GDP so với cùng kỳ, khiến nó trở thành phần lớn nhất trong GDP (trong điều kiện ngành). Sự tăng trưởng này có được phần lớn tại các chi phí của ngành sản xuất, mà trong năn 2006-2007 chiếm khoảng 12% GDP. Một thập kỷ trước đó, nó là thành phần kinh tế lớn nhất trong nền kinh tế, chiếm chỉ hơn 15% GDP.

#### Kinh tế tự do
Từ đầu những năm 1980 trở đi, kinh tế Úc đã tiếp tục thực hiện theo nền kinh tế tự do. Trong năm 1983, dưới thời thủ tướng Bob Hawke, đồng đô la Úc được thả nổi và chính sách tài chính khôn khéo bãi bỏ sự điều tiết được đưa vào thực hiện. Đầu những năm 1990 cho thấy nền kinh tế Úc lâm vào thoái trào và nợ của chính phủ tăng lên tới $96 tỷ dưới thời thủ tướng Paul Keating.
Món nợ $96 tỷ của chính phủ đã được thanh toán đầy đủ vào giữa những năm 1996 và 2007 bởi chính phủ theo đường lối tự do của thủ tướng John Howard và giám đốc ngân hàng Peter Costello. Trong suốt thời kỳ lãnh đạo, giới thiệu thuế hàng hóa và dịch vụ (GST) tìm cách khuyến khích mức độ tiết kiệm giữa người có thu nhập thấp. Để chống lại những hậu quả trong giảm tiêu thụ cho người thu nhập thấp, thuế thu nhập đã được hạ xuống như là một sự đánh đổi cho việc giới thiệu GST. Tổng mức thuế tại Úc từ đó đã được giảm xuống một cách nhất quán để khuyến khích tiêu thụ tư nhân và đầu tư, trái với chi tiêu của chính phủ cao hơn.
Hiện tại các khu vực quan tâm đến một số nhà kinh tế lớn của Úc bao gồm thâm hụt ngân sách hiện tại, thâm hụt ngân sách hiện tại của Úc trong năm 2007 - 2008 năm tài chính đã được lên 4% đến $ 19,49 tỷ đồng (theo Cục Thống kê), việc thiếu thành công trong xuất khẩu theo định hướng sản xuất công nghiệp, một bong bóng bất động sản, và các khoản nợ lớn từ nước ngoài của khu vực tư nhân.

## Thuế
Thuế ở Úc là được trưng thu ở liên bang, nhà nước và chính quyền địa phương các cấp. Các loại thế là khác nhau tuỳ theo mỗi tiểu bang do những nhu cầu khác nhau của họ, nhóm dân cư, kinh tế và ngân sách các khu vực.
Khối thịnh vượng chung tăng thu nhập từ thuế thu nhập cá nhân và thuế kinh doanh. Các loại thuế khác nhau bao gồm Thuế hàng hóa và dịch vụ (GST), thuế tiêu thụ và nhiệm vụ hải quan. Khối thịnh vượng chung là nguồn thu nhập chính cho các chính phủ tiểu bang. Là kết quả của sự phụ thuộc của Nhà nước về thu thuế liên bang để đáp ứng trách nhiệm chi phi tập trung, Úc bị nói đến là chịu thiệt hại từ một mất cân đối tài chính dọc.

### Thuế nhà nước
Ngoài ra biên lai của các quỹ từ Khối thịnh vượng chung, tiểu bang và vùng lãnh thổ cũng có các loại thuế riêng của họ để kích hoạt chúng để tài trợ cho các dịch vụ mà họ cung cấp. Các loại và mức thuế suất khác nhau từ nhà nước/vùng lãnh thổ tới nhà nước/vùng lãnh thổ. Thuế của nhà nước bao gồm thuế theo lương đánh vào các doanh nghiệp, một máy xi đánh thuế trên các doanh nghiệp những người cung cấp dịch vụ đánh bạc, thuế đất được trưng thu về người dân và doanh nghiệp sở hữu đất đai và phần lớn đáng kể, thuế trước bạ được trưng thu trên doanh thu của đất (ở mỗi tiểu bang) và các hạng mục khác (những vật sở hữu ở một số tiểu bang, không công bố cổ phần trong những người khác, và thậm chí cả doanh thu của hợp đồng trong một số tiểu bang).

### Chính phủ liên bang - sắp xếp tài chính nhà nước
Các tiểu bang bị mất quyền được trưng thu thuế thu nhập trong quá trình thế chiến thứ hai, sau đây là người đầu tiên Uniform Tax Case (South Australia v Commonwealth) của năm 1942. Trong khi các tiểu bang giữ lại khả năng hoạt động cơ quan thuế, Khối thịnh vượng chung cho rằng thành công sự kết hợp của các phần 51(ii) của Hiến pháp (thuế điện) và 109 (không thống nhất của pháp luật) được hiểu là Khối thịnh vượng chung có thể làm luật để có thể trưng thu thuế, để loại trừ việc các tiểu bang thực hiện việc đó.
Phán quyết này đã được tôn trọng ở Ha vs. New South Wales trong trường hợp của năm 1987, và đã dẫn đến một trong những phát âm là hầu hết các sự mất cân bằng dọc tài chính trên thế giới, với các tiểu bang thu thập chỉ 18% của tất cả các nguồn thu của chính phủ chịu trách nhiệm về nhưng gần 50% tổng chi tiêu và các lĩnh vực chính sách.

### Thuế đô thị
Chính quyền địa phương (gọi là hội đồng thành phố ở Úc) có thuế riêng của họ (called rates) cho phép họ cung cấp dịch vụ thu gom rác, các dịch vụ bảo trì công viên, thư viện và các viện bảo tàng,...

## Thương mại và hiệu quả kinh tế

Xuất khẩu của Úc trong năm 2006

Trong nửa cuối thế kỷ 20, thương mại của Úc dịch chuyển từ Châu Âu và Bắc Mỹ sang Nhật Bản và các thị trường Đông Á khác. Khu vực doanh nghiệp nhượng quyền thương mại, bây giờ là $ 128 tỷ của khu vực, đã được điều hành co-branded sites ở nước ngoài trong nhiều năm qua, với các nhà đầu tư mới đến từ Tây Australia và Queensland.
Kinh tế Úc đã thực hiện trên danh nghĩa tốt hơn so với các nền kinh tế của OECD và đã hỗ trợ tăng trưởng kinh tế trong 16 năm liên tiếp. Theo Reserve Bank of Australia, Úc có tăng trưởng GDP bình quân đầu người cao hơn của New Zealand, Hoa Kỳ, Canada và Hà Lan. Hiệu suất trước đây của nền kinh tế Úc đã bị ảnh hưởng nặng nề bởi tăng trưởng kinh tế của Hoa Kỳ, Nhật Bản và Trung Quốc.
Mặc dù có nhu cầu cao trên toàn cầu với hàng hóa khoáng sản của Úc, tốc độ tăng trưởng xuất khẩu vẫn còn bằng lặng so với tốc độ tăng trưởng mạnh của nhập khẩu. Mặc dù Úc thích giá cả hàng hóa cao, các nhà kinh tế đã cảnh báo rằng thay đổi cấu trúc là cần thiết để tăng kích thước của khu vực kinh tế sản xuất.

#### Trung quốc đầu tư
Có một lượng đáng kể xuất khẩu sang Trung Quốc là quặng sắt, len, và các nguyên vật liệu và hơn 100,000 du học sinh Trung Quốc học tập tại trường học và đại học tại Úc. Trung Quốc là nước mua nợ chính của Úc. Trong năm 2009, cung cấp được thực hiện bởi doanh nghiệp nhà nước Trung Quốc để đầu tư 22 tỷ đô la trong ngành công nghiệp khai thác nguồn tài nguyên của Úc.

## Cán cân thanh toán của Úc
Trong điều kiện thương mại, kinh tế Úc đã liên tục có những thâm hụt ngân sách hiện hành trong hơn 50 năm. Chỉ một yếu tố đó làm giảm cán cân thanh toán là thu hẹp xuất khẩu cơ sở của Úc.
Phụ thuộc vào hàng hóa, chính phủ Úc lo toan để phát triển khu vực sản xuất của Australia. Sáng kiến này, còn được gọi là cải cách kinh tế vi mô, đã giúp Australia phát triển sản xuất từ 10.1% trong năm 1983-1984 tới 17.8% trong năm 2003-2004.
Có nhiều yếu tố khác đóng góp vào sự thâm hụt tài khoản rất cao hiện nay mà Úc phải gánh chịu ngày hôm nay. Thiếu năng lực cạnh tranh quốc tế và sự phụ thuộc nặng về hàng hóa vốn từ nước ngoài có thể làm tăng thâm hụt tài khoản hiện tại của Úc trong tương lai.